# Ressecção cirúrgica

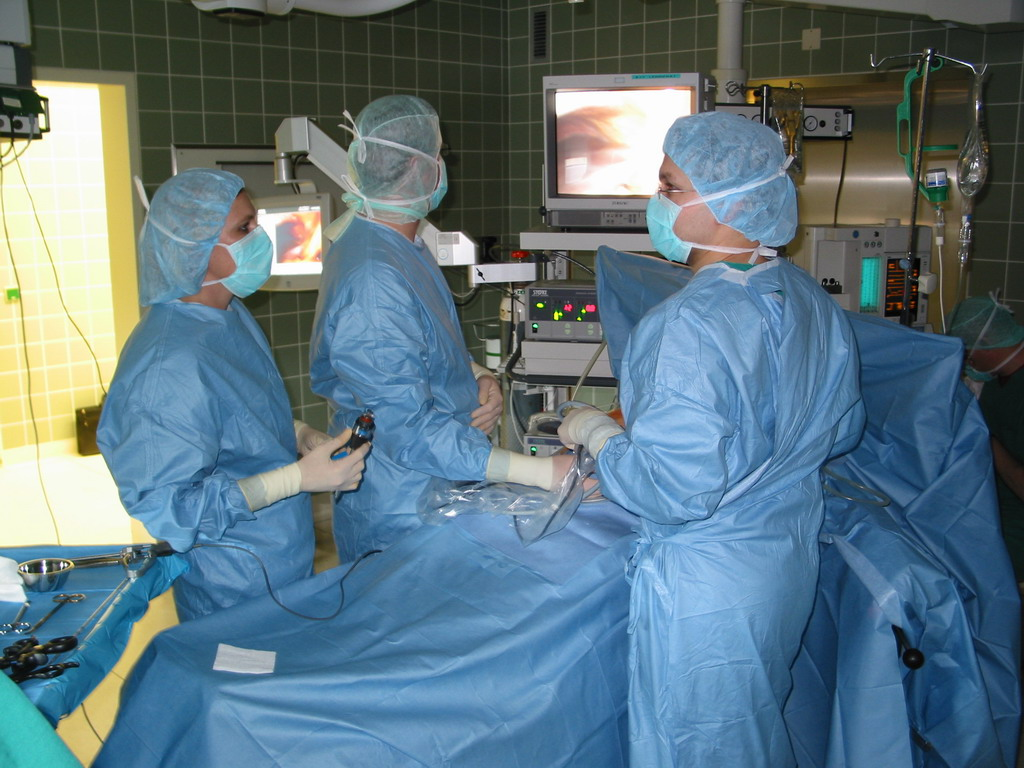
A ressecção laparoscópica é uma cirurgia feita com ajuda de câmeras para causar o mínimo de dano possível.

Ressecção cirúrgica é o termo médico para remover cirurgicamente parte de um tecido, estrutura ou órgão. Uma ressecção pode ser realizada para remover um tumor benigno ou maligno, um tecido infectado ou lesionado ou para corrigir um defeito estrutural. A maioria das cirurgias feitas com anestesia geral e nas salas de operações são ressecções, mas remover uma pequena lesão na pele ou na mucosa superficial podem ser feitas com anestesia local no consultório ou na área de internação. 
Em oncologia, avaliar a ressecabilidade (possibilidade de ressecção) de um tumor é muito importante no momento do diagnóstico, porque a possibilidade de remover um tumor sem causar mais danos que benefícios significa um melhor prognóstico.

## Tipos
Dentre os vários tipos de ressecção estão incluídos:
- Colectomia: Remoção de parte do cólon. Hemicolectomia quando se remove metade. Pode ser feito para ressecar um câncer, isquemia mesentérica ou doença de Crohn.
- Gastrectomia: A remoção de parte do estômago pode ser feita para ressecar um câncer de estômago ou uma úlcera gástrica sangrante.
- Histerectomia: Remoção do útero que pode incluir ressecção dos anexos e dos ovários (ooforectomias). Completa se remove o cérvix. É feito para câncer, miomas, dor pélvica crônica e sangramento intenso.
- Lobectomia pulmonar: Remoção de uma parte (lóbulo) do pulmão. Geralmente por causa de um câncer de pulmão.
- Mastectomia: Remoção de uma ou ambas mama, geralmente para ressecar um câncer de mama.
- Ooforectomia: Remoção de um ou ambos os ovários para câncer, cisto ovariano, dor pélvica crônica ou doença inflamatória pélvica.
- Prostatectomia: Remoção da próstata, geralmente para ressecar um câncer de próstata. Pode ser feita através da uretra.
- Tireoidectomia: Remoção da glândula tireoide ou de um lobo de uma tireóide hiperativa, bócio, nódulos ou câncer de tireoide.

## Critérios de irressecabilidade
Para avaliar se a cirurgia para remover um câncer é a melhor opção se usam os critérios de irressecabilidade. Se define como irressecável aquele tumor que se removido causaria provavelmente cause mais danos do que benefícios a saúde do paciente. Geralmente não são ressecáveis os cânceres com:
- Metástase a distância
- Invasão de vasos sanguíneos importantes
- Invasão da cadeia ganglionar local ou regional
- Grande diâmetro (maior do que 4 a 6cm dependendo do câncer)

Os estudos de imagens e biópsias geralmente são suficientes para definir se um câncer pode ser operado ou não, mas algumas vezes isso só é percebido durante a cirurgia.